# Hey U X
Hey U X é o álbum de estreia da cantora neozelandesa Benee, lançado em 13 de novembro de 2020 pela Republic Records. O álbum foi precedido pelos singles "Night Garden", "Snail" e "Plain". Hey U X foi escrito principalmente por Benee e pelo frequente colaborador Josh Fountain, que também produziu o disco. Ele conta com participações de Grimes, Lily Allen, Flo Milli, Gus Dapperton, Mallrat e Bakar.

## Antecedentes e lançamento
Benee disse à Billboard que lançaria um álbum em 2020, antes de anunciar formalmente o lançamento do Hey U X em 15 de outubro de 2020. Ela havia revelado antes disso que isso seria musicalmente diferente do seu repertório existente,

Penso que com este álbum, não me tenho atrasado muito na experimentação de gêneros e até letras. Talvez eu tivesse sido mais hesitante em fazer algumas das coisas que fiz neste álbum em meu corpo de trabalho anterior. [...] Sinto que algumas pessoas que gostam das minhas outras coisas vão odiar isso porque é bem diferente. Mas eu me diverti muito fazendo isso. [...] Gosto da ideia de misturar os gêneros e não gosto da ideia de tipo apontar. Eu chamaria [minha música] de maçã crocante porque tento fazer um som fresco. Portanto, é uma maçã fresca, crocante. — Benee para a Uproxx.
Sobre o nome do álbum, ela disse ao The New Zealand Herald: "'Hey u x' era algo que eu achava fofo. Sinto que nunca há uma palavra que resume tudo... Eu tento encontrar algo que é completamente relevante". A faixa do álbum "All the Time" conta com participação do cantor Muroki, de Raglan, que se tornou o primeiro signatário da gravadora de Benee, Olive, que ela estabeleceu no início de outubro de 2020. Pouco depois do anúncio de Olive, Benee embarcou em uma turnê nacional na Nova Zelândia depois que o país não havia relatado nenhum caso de COVID-19. Ela realizou oito shows em quatro cidades, com o último show realizado na Spark Arena vendendo todos os 12.000 ingressos e se tornando o primeiro show esgotado no local a ser transmitido ao vivo para os portadores de ingressos.

## Singles
"Night Garden" com o músico britânico Bakar e o produtor americano Kenny Beats foi lançado em 15 de julho de 2020 como o primeiro single do álbum. "Snail" foi lançado em 10 de agosto de 2020 e serviu o segundo single do álbum. Tanto "Night Garden" como "Snail" receberam videoclipes para promover o seu lançamento. "Plain" foi lançada em 27 de outubro de 2020 como o terceiro single.

## Histórico de lançamento
| Região | Data                   | Formato(s)                    | Gravadora | Ref.         |
| ------ | ---------------------- | ----------------------------- | --------- | ------------ |
| Vários | 13 de novembro de 2020 | CD streaming download digital | Republic  | [ 21 ] [ 1 ] |